# Редкино (станция)
Ре́дкино — железнодорожная станция на участке Москва — Тверь главного хода Октябрьской железной дороги. Располагается в поселке Редкино Конаковского района Тверской области.
На станции имеется 2 высокие боковые платформы для приема пригородных поездов, следующих в сторону Москвы и Твери. На станции имеются пешеходный настил и помещение вокзала. В конце 2016 года начат монтаж турникетов на платформе №1 («на Москву») с входом и выходом через здание вокзала. В июле 2023 года платформа №2 («на Тверь») была оборудована валидаторами для активации мобильных пригородных билетов. Обе платформы короче обычных на несколько вагонов, поэтому электропоезд целиком не умещается.